# SV Stahl Hennigsdorf 1948
Der SV Stahl Hennigsdorf e. V. ist ein Sportverein aus Hennigsdorf im Land Brandenburg. Die erfolgreichste Sportabteilung des Vereins ist die Abteilung Rugby. Sie war als Sektion Rugby der BSG Stahl Hennigsdorf mit 27 Meisterschaften im Rugby Union Rekordmeister der DDR. Die heute nicht mehr zum Verein gehörenden Fußballer spielten mehrere Jahre in der DDR-Liga. Derzeit hat der Verein 15 Abteilungen, zu denen neben Rugby u. a. Leichtathletik, Schwimmen, Boxen, Basketball, Tischtennis, Turnen, Radball sowie mehrere Gesundheitssportgruppen gehören.

## Geschichte
Der Verein wurde 1948 als Betriebssportgemeinschaft Stahl Hennigsdorf gegründet, Trägerbetrieb war das Stahl- und Walzwerk Hennigsdorf. Am Ende der DDR hatte der Verein über 2400 Mitglieder in 21 Sektionen. 1991 wurde der neue, bis heute bestehende Name angenommen. Der Verein ist heute mit über 1200 Mitgliedern der größte Sportverein des Landkreises Oberhavel und unter den besten Zehn im Land Brandenburg. Das Angebot umfasst Sport in 15 Abteilungen.

## Rugby
Die Region nördlich von Berlin gilt als Rugbyhochburg in Brandenburg, da in unmittelbarer Nähe mit der Rugbyunion Hohen Neuendorf und dem Veltener RC Empor 1969 zwei weitere Vereine ansässig sind. Weitere Vereine in Oranienburg, Birkenwerder und Leegebruch existierten in der Vergangenheit. Die Gründung der Hennigsdorfer Rugbyabteilung wurde maßgeblich von Erwin Thiesies (14-facher Rugby-Nationalspieler) mitbestimmt, der nach dem Zweiten Weltkrieg nach Hennigsdorf zog. Er wurde ab 1953 hauptamtlicher Rugbytrainer. 1952 und 1953 wurden die ersten beiden DDR-Meisterschaften gewonnen. Nachdem die weiteren 1950er Jahre titellos geblieben waren, wurde von 1960 wieder gewonnen. Zwischen 1962 und 1971 konnte Hennigsdorf schließlich den Titel weitere zehnmal in Folge gewinnen und wurde zum Serienmeister. Die BSG Stahl Hennigsdorf war zur führenden Rugbyhochburg in der DDR aufgestiegen und stellte auch einen Großteil der Spieler der Rugby-Union-Nationalmannschaft der DDR. Insgesamt wurden im Laufe der Jahrzehnte 104 Hennigsdorfer Spieler in die Nationalmannschaft berufen. Nachdem zwischen 1973 und 1976 der Titel viermal errungen wurde, trat Erwin Thiesis zurück und ging in den Ruhestand.
Sein Nachfolger wurde der zwanzigfache DDR-Nationalspieler Wolfgang Götsch, der selbst an die 700 Spiele im Stahl-Trikot absolviert hatte. Er konnte in den achtziger Jahren an die Erfolge anknüpfen und wiederum zehn Meisterschaften hintereinander erringen. Damit wurde die BSG Stahl Hennigsdorf DDR-Rekordmeister. Neben den Meisterschaftstiteln sicherte sich die BSG Stahl mindestens 13 Pokaltitel.
Im Anschluss daran konnte nach der Wiedervereinigung der Aufstieg in die 1. Rugby-Bundesliga Nord-Ost gesichert werden, aus der man nach einem Jahr jedoch sofort wieder abstieg. In der Zwischenzeit hatte sich das Stahl- und Walzwerk aus dem Sponsoring des Vereins zurückgezogen, weswegen sich der Club in SV Stahl Hennigsdorf e. V. 1948 umbenannte. In den folgenden Jahren spielte man bis zum erneuten Aufstieg im Jahr 2000 in der 2. Rugby-Bundesliga Nord-Ost. Auch die zweite Saison in der höchsten Spielklasse war nur von einem mäßigen Erfolg gekrönt und trotz teilweise guter Ergebnisse gegen etablierte Vereine stieg man als Vorletzter der Hinrunde in der Nord/Ost-Liga wieder ab. In den folgenden Jahren fielen aufgrund eines Mangels an Nachwuchs die Leistungen und Ergebnisse immer weiter ab. Im Jahr 2006 folgte dann der Tiefpunkt in der Vereinsgeschichte, als wegen finanzieller Probleme die Mannschaft trotz sportlicher Qualifikation zur 2. Bundesliga abgemeldet werden musste und in der folgenden Spielzeit keine Männermannschaft an Wettbewerbsspielen teilnahm. Ein Jahr später, 2007 wagte man den Neuanfang in der niedrigsten Spielklasse, Staffel B der Regionalliga Ost.

### Ergebnisse
| Jahr      | Spielklasse                    | Position                             |
| 1998–1999 | 2. Rugby-Bundesliga Nord-Ost   |                                      |
| 1998–1999 | Bundesliga Qualifikationsrunde | 11.                                  |
| 1999–2000 | 2. Rugby-Bundesliga Nord-Ost   |                                      |
| 1999–2000 | Bundesliga Qualifikationsrunde | 8.                                   |
| 2000–2001 | Rugby-Bundesliga Nord-Ost      | 5.                                   |
| 2000–2001 | Bundesliga Qualifikationsrunde | 10.                                  |
| 2001–2002 | 2. Rugby-Bundesliga Nord-Ost   | 3.                                   |
| 2002–2003 | 2. Rugby-Bundesliga Nord-Ost   | 4.                                   |
| 2003–2004 | 2. Rugby-Bundesliga Nord-Ost   | 3.                                   |
| 2004–2005 | 2. Rugby-Bundesliga Nord-Ost   | 3.                                   |
| 2005–2006 | 2. Rugby-Bundesliga Nord-Ost   | 6.                                   |
| 2006–2007 | keine Mannschaft gemeldet      | keine Mannschaft gemeldet            |
| 2007–2008 | Rugby-Regionalliga Ost B       | 2.                                   |
| 2008–2009 | Rugby-Regionalliga Ost B       | 1.                                   |
| 2009–2010 | Rugby-Regionalliga Ost         | 1.                                   |
| 2010–2011 | Rugby-Regionalliga Ost         | 6.                                   |
| 2012–2013 | Rugby-Regionalliga Ost         | 4.                                   |
| 2013–2014 | Rugby-Regionalliga Ost         | 5.                                   |
| 2014–2015 | Rugby-Regionalliga Ost         | 3.                                   |
| 2015–2016 | Rugby-Regionalliga Ost         | 3.                                   |
| 2016–2017 | Rugby-Regionalliga Ost         | 5.                                   |
| 2017–2018 | Rugby-Regionalliga Ost         | 4.                                   |
| 2018–2019 | 2. Bundesliga Ost              | 4.                                   |
| 2019–2020 | 2. Bundesliga Ost              | 4.                                   |
| 2020–2021 | 2. Bundesliga Ost              | keine Saison wegen COVID-19-Pandemie |

### Erfolge
- DDR-Meisterschaft (27): 1952, 1953, 1960, 1962 bis 1971, 1973 bis 1976, 1981 bis 1990
- Pokal des DTSV (mindestens 13): 1953, 1965, 1978, 1979, 1981 bis 1988, 1990
- Aufstieg in die 1. Rugby-Bundesliga (2): 1991, 2000

## Fußball
Mit dem Gewinn der Meisterschaft in der Bezirksliga Potsdam im Jahr 1962 schaffte Stahl Hennigsdorf den Aufstieg zur drittklassigen II. DDR-Liga. Nach deren Auflösung im darauf folgenden Jahr verschwand Stahl wieder ein knappes Jahrzehnt im regionalen Bereich des Bezirkes Potsdam.
1971 stieg Stahl Hennigsdorf gemeinsam mit Motor Babelsberg in die DDR-Liga auf. In der zweithöchsten ostdeutschen Spielklasse konnte sich Stahl Hennigsdorf über viele Jahre etablieren. Größter Erfolg war die Meisterschaft in der Ligastaffel B, welche in der Saison 1976/77 zur Teilnahme an der Aufstiegsrunde zur DDR-Oberliga berechtigte. Gegen die späteren Aufsteiger Wismut Gera und Chemie Böhlen konnte sich Hennigsdorf nicht durchsetzen. In der Aufstiegsrunde gelangen nur in den Heimspielen gegen Wismut Gera und Chemie Leipzig Unentschieden, alle anderen Spiele gingen verloren. Mit der Ligareform im Jahr 1984, in der die Liga von fünf auf zwei Staffeln reduziert wurde, musste Stahl Hennigsdorf wieder den Gang in die Bezirksliga antreten. Eine Rückkehr in die DDR-Liga gelang noch einmal 1988. Im Juli 1990 gliederte sich die Sektion Fußball aus dem Großverein aus und gründete sich als FC Stahl Hennigsdorf e. V. neu. In der Saison 1991/92 spielte der Verein in der Oberliga Nordost, musste dann aber nach dieser Saison seine 1. Mannschaft aus wirtschaftlichen Gründen abmelden. In der Folgezeit verschwand der Verein recht schnell in der Versenkung. 1996 gelang noch einmal der Aufstieg in die Landesliga, welcher der FC Stahl Hennigsdorf bis 1998 angehörte. 1998 fusionierte der Verein mit den Fußballern von Motor Hennigsdorf zum FC 98 Hennigsdorf, der im Spieljahr 2014/15 aus der sechstklassigen Brandenburgliga abstieg.
Statistik
- Teilnahme DDR-Liga: 1971/72 bis 1983/84, 1988/89, 1989/90, 1990/91 (NOFV-Liga)
- Teilnahme II. DDR-Liga: 1962/63
- Teilnahme Oberliga Nordost: 1991/92
- Ewige Tabelle der DDR-Liga: Rang 36 mit insgesamt 16 Spielserien